# Лясюк, Андрей Геннадьевич
Андрей Геннадьевич Лясюк (бел. Андрэй Генадзевіч Лясюк; род. 14 апреля 1983, Пинск, Брестская область) — белорусский футболист, нападающий. Главный тренер клуба Второй лиги «Осиповичи».

## Клубная карьера
Начал карьеру в Пинске, играя потом за разные клубы. Наиболее проявил себя в составе могилевского «Днепр», лучшим бомбардиром которого стал в сезоне 2009.

### «Неман»
В марте 2012 года подписал контракт с гродненским «Неманом». Начинал сезон 2012 на скамейке запасных, но позже стал основным нападающим «Немана», вытеснив Игоря Кривобока. Особенно проявил себя в концовке сезона, когда забил 5 голов в 5 последних матчах, что позволило «Неману» занять итоговое пятое место.
В январе 2013 года заключил новый контракт с «Неманом». Сезон 2013 начинал основном нападающим, но в мае был вытеснен Милошем Лачны. После того как Лачны в июле 2013 года покинул «Неман», Лясюк вернулся в основу, но уже в августе получил травму, из-за которой выбыл до конца сезона. В ноябре 2013 года контракт будет с «Неманом» был разорван.

### «Волна»
В марте 2014 года, оправившись от травмы, отправился на просмотр в пинскую «Волну». 1 апреля 2014 года заключил соглашение с пинчанами. В составе «Волны» стал основным нападающим и прочно определялся голами, что позволило вскоре возглавить список бомбардиров Первой лиги. В июле 2014 года отправился на просмотр в узбекский «Навбахор», но не подошёл этому клубу. После возвращения в Беларусь отказался дальше выступать за «Волну».

### «Городея»
В конце июля 2014 года перешёл в «Городею». Стал основным игроком «сахарных», за половину сезона сыграв в 10 матчей и забив 4 гола, но клуб сумел занять лишь 6 место в Первой лиге. В сентябре и октябре не играл из-за травмы.
В январе 2015 года продлил контракт с «Городеей». По итогам сезона 2015 помог команде выйти в Высшую лигу. В январе 2016 года покинул «Городею».

### Литва
В марте 2016 года проходил просмотр в «Нафтане», но стороны не договорились об условиях контракта. В результате в первой половине 2016 года Лясюк остался без клуба, а в августе стал игроком каунасского «Жальгириса».
По окончании сезона 2016 оставил каунасский клуб. В феврале 2017 года находившийся в распоряжении «Волны», которая предложила нападающему контракт, однако игроком пинского клуба не стал. В результате, сезон 2017 начал в составе клуба второго литовского дивизиона «Нявежис».

### «Лида» и «Белшина»
В январе 2018 году вернулся в Белоруссию, став игроком «Лиды». Закрепился как прочный игрок основы лидчан, с 8 голами став лучшим бомбардиром команды в том сезоне. В январе 2019 года покинул лидский клуб.
В марте 2019 года стал игроком бобруйской «Белшины». Стал одним из основных игроков, был капитаном команды, с 12 голами стал вторым бомбардиром команды. По окончании сезона покинул клуб. В марте 2020 года вновь подписал контракт с «Лидой». Начинал сезон, выходя на замену, вскоре закрепился в стартовом составе команды.

### «Стэнлес»
В марте 2021 года стал игроком пинского «Стэнлеса», где был основным нападающим. По окончании сезона покинул команду и завершил карьеру.

## Тренерская карьера
В августе 2022 года стал главным тренером пинского «Стэнлеса». В январе 2023 года продлил контракт с клубом.

## Клубная статистика
| Сезон    | Дивизион | Клуб            | Страна                    | Матчи | Голы |
| -------- | -------- | --------------- | ------------------------- | ----- | ---- |
| 2001     | Д1       | Динамо (Брест)  | Флаг Беларуси (1995—2012) | 2     | 0    |
| 2002     | Д1       | Динамо (Брест)  | Флаг Беларуси (1995—2012) | 5     | 1    |
| 2003     | Д1       | Динамо (Брест)  | Флаг Беларуси (1995—2012) | 25    | 3    |
| 2004 (1) | Д1       | Динамо (Брест)  | Флаг Беларуси (1995—2012) | 0     | 0    |
| 2004 (2) | Д3       | Пинск-900       | Флаг Беларуси (1995—2012) | 13    | 18   |
| 2005     | Д1       | Неман (Гродно)  | Флаг Беларуси (1995—2012) | 22    | 4    |
| 2006 (1) | Д2       | Волна (Пинск)   | Флаг Беларуси (1995—2012) | 8     | 6    |
| 2006 (2) | Д2       | Минск           | Флаг Беларуси (1995—2012) | 14    | 4    |
| 2007 (1) | Д1       | Минск           | Флаг Беларуси (1995—2012) | 6     | 2    |
| 2007 (2) | Д1       | Днепр (Могилёв) | Флаг Беларуси (1995—2012) | 5     | 2    |
| 2008     | Д1       | Днепр (Могилёв) | Флаг Беларуси (1995—2012) | 17    | 3    |
| 2009     | Д1       | Днепр (Могилёв) | Флаг Беларуси (1995—2012) | 20    | 8    |
| 2010     | Д1       | Днепр (Могилёв) | Флаг Беларуси (1995—2012) | 8     | 4    |
| 2011 (1) | Д1       | Гомель          | Флаг Беларуси (1995—2012) | 11    | 0    |
| 2011 (2) | Д1       | Днепр (Могилёв) | Флаг Беларуси (1995—2012) | 12    | 3    |
| 2012     | Д1       | Неман (Гродно)  | Флаг Беларуси             | 23    | 8    |
| 2013     | Д1       | Неман (Гродно)  | Флаг Беларуси             | 20    | 1    |
| 2014 (1) | Д2       | Волна (Пинск)   | Флаг Беларуси             | 12    | 8    |
| 2014 (2) | Д2       | Городея         | Флаг Беларуси             | 10    | 4    |
| 2015     | Д2       | Городея         | Флаг Беларуси             | 25    | 9    |
| 2016 (2) | Д1       | Жальгирис       | Флаг Литвы                | 9     | 0    |
| 2017     | Д2       | Нявежис         | Флаг Литвы                | 27    | 9    |
| 2018     | Д2       | Лида            | Флаг Беларуси             | 26    | 8    |
| 2019     | Д2       | Белшина         | Флаг Беларуси             | 25    | 12   |
| 2020     | Д2       | Лида            | Флаг Беларуси             | 19    | 5    |
| 2021     | Д3       | Стэнлес (Пинск) | Флаг Беларуси             | 14    | 11   |

## Достижения
- Бронзовый призёр чемпионата Белоруссии: 2009
- Обладатель Кубка Белоруссии: 2010/11
- Чемпион Первой лиги Белоруссии (2): 2006, 2019